# 유현미
유현미는 대한민국의 드라마 작가이다.

## 학력
- 이화여자대학교 불문학 학사
- 고려대학교 문학 석사

## 경력
- 대전대학교 문예창작학과 겸임교수
- 조선대학교 문예창작학과 전임교수 역임

## 집필 작품
- 1992년 KBS 《드라마게임 - 수레바퀴》
- 2000년 KBS 《드라마시티》 외 다수
- 2001년 KBS 《오후 3시의 사랑》
- 2003년 KBS 《TV문학관 - 향기로운 우물이야기》
- 2003년 《MBC 베스트극장 - 혼자 우는 사랑》
- 2005년 SBS 《그린 로즈》
- 2006년 SBS 《사랑하고 싶다》
- 2006년 KBS 《TV문학관 - 달의 제단》
- 2008년 SBS 《신의 저울》
- 2010년 MBC 《즐거운 나의 집》
- 2012년 KBS 《각시탈》
- 2014년 KBS 《골든 크로스》
- 2015년 KBS 《고맙다, 아들아》
- 2018년 JTBC 《SKY 캐슬》
- 2021년 JTBC 《설강화》

## 수상 경력
- 2001년 KBS 극본공모 최우수상
- 2008년 제21회 한국방송작가상 드라마부문
- 2009년 제45회 백상예술대상 TV부문 극본상
- 2012년 제6회 임종국상 사회부문
- 2019년 대한민국 콘텐츠 대상 방송영상산업발전유공부문 대통령표창